# Винсборо (Луизијана)
Винсборо (енгл. Winnsboro) град је у америчкој савезној држави Луизијана.

## Демографија
По попису из 2010. године број становника је 4.910, што је 434 (-8,1%) становника мање него 2000. године.
| Група             | 2000.         | 2010.         |
| Белци             | 2.128 (39,8%) | 1.526 (31,1%) |
| Афроамериканци    | 3.128 (58,5%) | 3.268 (66,6%) |
| Азијати           | 22 (0,4%)     | 22 (0,4%)     |
| Хиспаноамериканци | 32 (0,6%)     | 58 (1,2%)     |
| Укупно            | 5.344         | 4.910         |